# Música + Alma + Sexo World Tour
Música + Alma + Sexo World Tour es la  octava gira musical a nivel mundial del cantante puertorriqueño Ricky Martin, para promover su noveno álbum Música + Alma + Sexo.

## Lista de canciones
1. "Será Será/Too Late Now"
2. "Dime Que Me Quieres"
3. "It's Alright"
4. "Que Día Es Hoy"
5. "Vuelve"
6. "Livin' la Vida Loca"
7. "She Bangs"
8. "Shake Your Bon-Bon"
9. "Loaded"
10. "Basta Ya"
11. "María"
12. "Tu Recuerdo"
13. "El Amor de Mi Vida/Fuego Contra Fuego/Te Extraño, Te Olvido, Te Amo"
14. "Frío"
15. "I Am/I Don't Care"
16. "Más"
17. "Lola, Lola"
18. "La Bomba"
19. "Pégate"
20. "The Cup of Life" / "La Copa de la Vida"
21. "The Best Thing About Me Is You" / "Lo Mejor de Mi Vida Eres Tú"

## Fechas de la gira
| Caribe                   |                  |                      |                                            |
| 25 de marzo de 2011      | San Juan         | Puerto Rico          | Coliseo de Puerto Rico José Miguel Agrelot |
| 26 de marzo de 2011      | San Juan         | Puerto Rico          | Coliseo de Puerto Rico José Miguel Agrelot |
| 27 de marzo de 2011      | San Juan         | Puerto Rico          | Coliseo de Puerto Rico José Miguel Agrelot |
| 28 de marzo de 2011      | San Juan         | Puerto Rico          | Coliseo de Puerto Rico José Miguel Agrelot |
| Norteamérica             |                  |                      |                                            |
| 8 de abril de 2011       | Orlando          | Estados Unidos       | Amway Center                               |
| 9 de abril de 2011       | Miami            | Estados Unidos       | AmericanAirlines Arena                     |
| 12 de abril de 2011      | Montreal         | Canadá               | Bell Centre                                |
| 13 de abril de 2011      | Toronto          | Canadá               | Casino Rama                                |
| 15 de abril de 2011      | Atlantic City    | Estados Unidos       | Borgata Event Center                       |
| 16 de abril de 2011      | Newark           | Estados Unidos       | Prudential Center                          |
| 17 de abril de 2011      | Uncasville       | Estados Unidos       | Mohegan Sun                                |
| 19 de abril de 2011      | Chicago          | Estados Unidos       | Allstate Arena                             |
| 22 de abril de 2011      | Dallas           | Estados Unidos       | Verizon Theatre                            |
| 23 de abril de 2011      | Houston          | Estados Unidos       | Toyota Center                              |
| 25 de abril de 2011      | Hidalgo          | Estados Unidos       | State Farm Arena                           |
| 26 de abril de 2011      | Laredo           | Estados Unidos       | Laredo Energy Arena                        |
| 28 de abril de 2011      | El Paso          | Estados Unidos       | County Coliseum                            |
| 29 de abril de 2011      | Albuquerque      | Estados Unidos       | Sandia Casino                              |
| 30 de abril de 2011      | Las Vegas        | Estados Unidos       | The Colosseum at Caesars Palace            |
| 4 de mayo de 2011        | San José         | Estados Unidos       | HP Pavilion at San Jose                    |
| 6 de mayo de 2011        | Los Ángeles      | Estados Unidos       | Nokia Theatre                              |
| 7 de mayo de 2011        | Los Ángeles      | Estados Unidos       | Nokia Theatre                              |
| 8 de mayo de 2011        | San Diego        | Estados Unidos       | San Diego Sports Arena                     |
| 14 de mayo de 2011       | Ciudad de México | México               | Palacio de los Deportes                    |
| 15 de mayo de 2011       | Ciudad de México | México               | Palacio de los Deportes                    |
| 18 de mayo de 2011       | Guadalajara      | México               | Arena VFG                                  |
| 19 de mayo de 2011       | León             | México               | Poliforum León                             |
| 21 de mayo de 2011       | Monterrey        | México               | Arena Monterrey                            |
| 22 de mayo de 2011       | Monterrey        | México               | Arena Monterrey                            |
| 23 de mayo de 2011       | Monterrey        | México               | Arena Monterrey                            |
| Europa                   |                  |                      |                                            |
| 18 de junio de 2011      | Estambul         | Turquía              | Turkcell Kuruçeşme Arena                   |
| 20 de junio de 2011      | Bursa            | Turquía              | Merinos Training Camp                      |
| 23 de junio de 2011      | Lisboa           | Portugal             | Pavilhão Atlântico                         |
| 24 de junio de 2011      | Málaga           | España               | Auditorio Municipal de Málaga              |
| 25 de junio de 2011      | Murcia           | España               | Plaza de toros de La Condomina             |
| 28 de junio de 2011      | Madrid           | España               | Palacio de Deportes                        |
| 29 de junio de 2011      | Barcelona        | España               | Palau Sant Jordi                           |
| 2 de julio de 2011       | Roma             | Italia               | Auditorium Cavea                           |
| 3 de julio de 2011       | Rímini           | Italia               | Arena Della Regina                         |
| 4 de julio de 2011       | Verona           | Italia               | Arena de Verona                            |
| 6 de julio de 2011       | Montreux         | Suiza                | Stravinski Hall                            |
| 8 de julio de 2011       | Bruselas         | Bélgica              | Forest National                            |
| 10 de julio de 2011      | Ámsterdam        | Países Bajos         | Heineken Music Hall                        |
| 12 de julio de 2011      | Londres          | Reino Unido          | Hammersmith Apollo                         |
| 15 de julio de 2011      | Pori             | Finlandia            | Pori Jazz                                  |
| Sudamérica               |                  |                      |                                            |
| 26 de agosto de 2011     | Sao Paulo        | Brasil               | Credicard Hall                             |
| 27 de agosto de 2011     | Río de Janeiro   | Brasil               | Citibank Hall                              |
| 30 de agosto de 2011     | Porto Alegre     | Brasil               | Ginásio Gigantinho                         |
| 2 de septiembre de 2011  | Punta del Este   | Uruguay              | Conrad Hotel                               |
| 3 de septiembre de 2011  | Montevideo       | Uruguay              | Estadio Centenario                         |
| 5 de septiembre de 2011  | Córdoba          | Argentina            | Orfeo Superdomo                            |
| 6 de septiembre de 2011  | Córdoba          | Argentina            | Orfeo Superdomo                            |
| 9 de septiembre de 2011  | Asunción         | Paraguay             | Jockey Club - Hipódromo de Asunción        |
| 10 de septiembre de 2011 | Resistencia      | Argentina            | Estadio Club Atlético Sarmiento            |
| 11 de septiembre de 2011 | Resistencia      | Argentina            | Estadio Club Atlético Sarmiento            |
| 13 de septiembre de 2011 | Rosario          | Argentina            | Centro Metropolitano                       |
| 14 de septiembre de 2011 | Mar del Plata    | Argentina            | Estadio Polideportivo                      |
| 16 de septiembre de 2011 | Buenos Aires     | Argentina            | Estadio Monumental                         |
| 22 de septiembre de 2011 | Mendoza          | Argentina            | Estadio Andes Talleres                     |
| 24 de septiembre de 2011 | Santiago         | Chile                | Movistar Arena                             |
| 27 de septiembre de 2011 | Lima             | Perú                 | Explanada del Monumental                   |
| 29 de septiembre de 2011 | Guayaquil        | Ecuador              | Estadio Alberto Spencer Herrera            |
| 1 de octubre de 2011     | Caracas          | Venezuela            | Universidad Simón Bolívar                  |
| 4 de octubre de 2011     | Valencia         | Venezuela            | Forum de Valencia                          |
| 6 de octubre de 2011     | Maracaibo        | Venezuela            | Palacio de Eventos                         |
| Centroamérica            |                  |                      |                                            |
| 10 de octubre de 2011    | Panamá           | Panamá               | Figali Convention Center                   |
| 12 de octubre de 2011    | San José         | Costa Rica           | Estadio Nacional                           |
| 14 de octubre de 2011    | Managua          | Nicaragua            | Galería Santo Domingo                      |
| 16 de octubre de 2011    | Tegucigalpa      | Honduras             | Estadio Chochi Sosa                        |
| 18 de octubre de 2011    | San Salvador     | El Salvador          | Gimnasio Nacional                          |
| 20 de octubre de 2011    | Guatemala        | Guatemala            | Mundo E                                    |
| Norteamérica             |                  |                      |                                            |
| 23 de octubre de 2011    | Mérida           | México               | Estadio Kukulkán                           |
| 25 de octubre de 2011    | Villahermosa     | México               | Estadio Centenario                         |
| 26 de octubre de 2011    | Veracruz         | México               | Estadio Luis Pirata Fuente                 |
| 28 de octubre de 2011    | Puebla           | México               | Auditorio Siglo XXI                        |
| 29 de octubre de 2011    | Puebla           | México               | Auditorio Siglo XXI                        |
| 2 de noviembre de 2011   | Ciudad de México | México               | Auditorio Nacional                         |
| 4 de noviembre de 2011   | Monterrey        | México               | Arena Monterrey                            |
| 6 de noviembre de 2011   | Tampico          | México               | Centro de Convenciones de Tampico          |
| Caribe                   |                  |                      |                                            |
| 12 de noviembre de 2011  | San Juan         | Puerto Rico          | Coliseo de Puerto Rico José Miguel Agrelot |
| 19 de noviembre de 2011  | Santo Domingo    | República Dominicana | Estadio Olímpico Felix Sánchez             |